# Shinichiro Tomonaga
Shinichirō Tomonaga (japanska: 朝永 振一郎?, Tomonaga Shinichirō ), född i Tokyo 31 mars 1906, död där 8 juli 1979, var en japansk fysiker, professor i Tokyo.

## Biografi
Tomonagas forskning angående växelverkan mellan den laddade elementarpartikeln och det omgivande strålningsfältet gav honom
Nobelpriset i fysik 1965. Han delade priset med Richard Feynman och Julian Schwinger för deras "grundläggande arbete i kvantelektrodynamik med djuplodande följder för elementarpartikelfysiken".
Tomonaga invaldes 1959 som utländsk ledamot av Kungliga Vetenskapsakademien.

## Utmärkelser
Asteroiden 6919 Tomonaga är uppkallad efter honom.